# Spiral

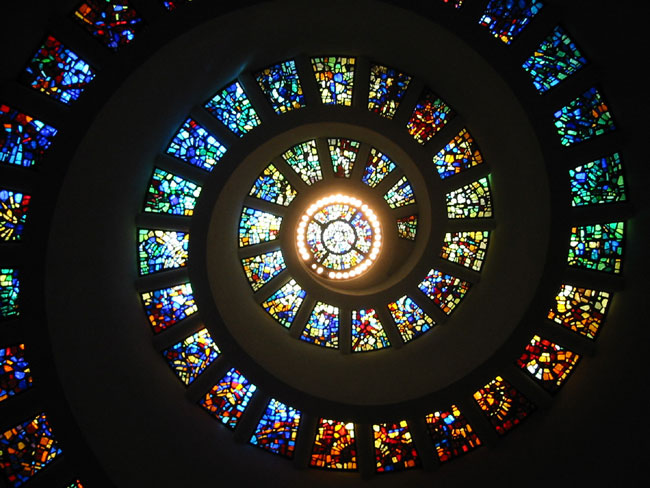
En arkitektonisk spiral

Spiral är en kurva som man kan rita genom att rotera kring en punkt samtidigt som avståndet till punkten blir större. Om avlägsnandet är i samma plan som rotationen uppstår en tvådimensionell spiral. Om förflyttningen är i en annan riktning, uppstår olika typer av tredimensionella spiraler. Ett exempel på en sådan spiral är en helix.

## Två-dimensionella spiraler

Arkimedisk spiral

### Arkimedisk spiral
I en arkimedisk spiral ökar avståndet till rotationscentrum i samma takt som rotationenen. I polära koordinater (r,θ) kan man beskriva kurvan som
{\displaystyle r=a+b\theta \,,}
där parametern a endast påverkar spiralens orientation. Parameter b ger det radiella avståndet mellan lindningar, som är 2πb om vinkeln är i radianer. Spiralen har behandlats av Arkimedes av Syrakusa. Exempel av denna spiral är rullar av tejp och spåret på en grammofonskiva.

### Logaritmisk spiral

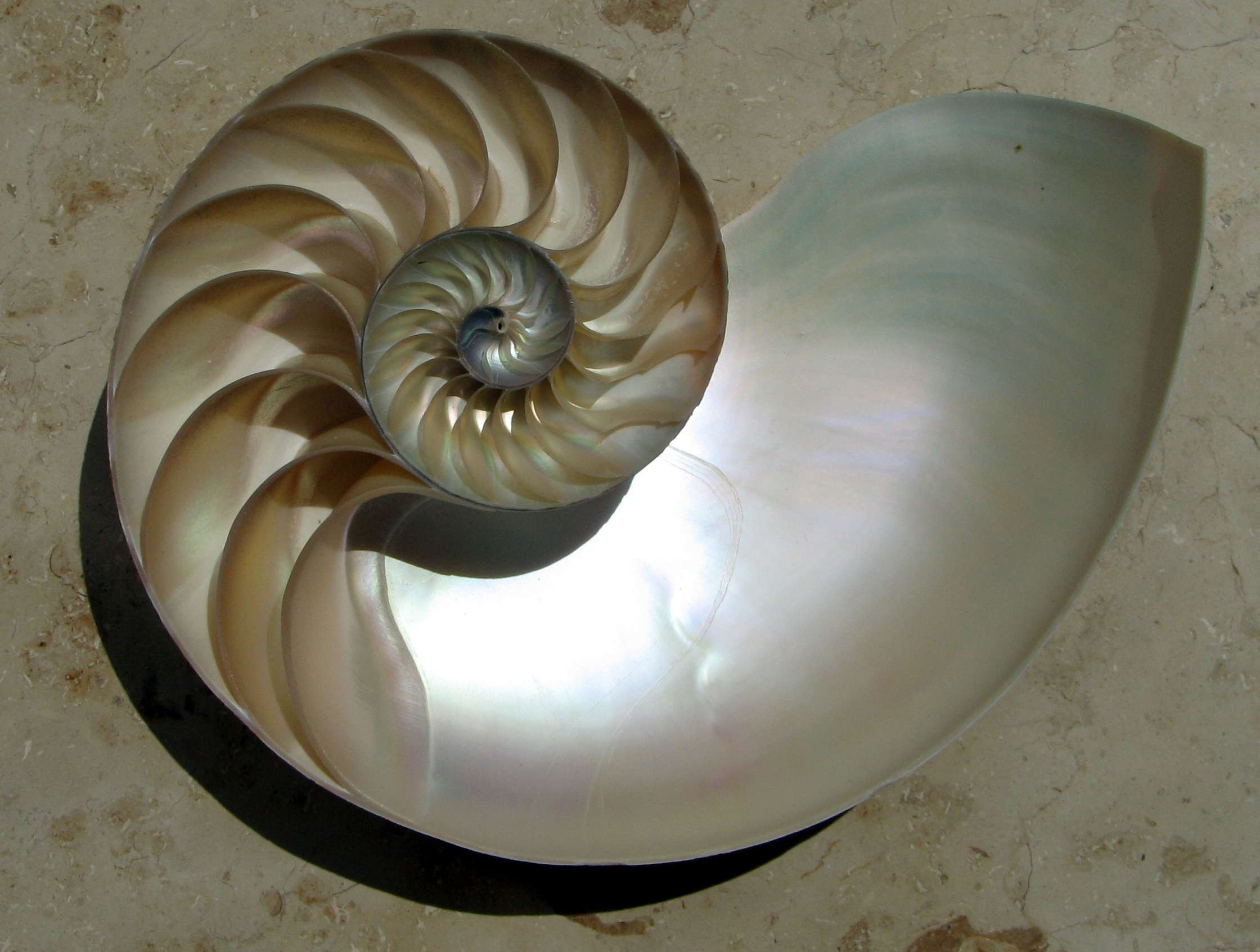
Pärlbåtens snäcka är som en logaritmisk spiral

I en logaritmisk spiral eller tillväxtspiral ökar avståndet till centrum med samma faktor för varje varv. I polära koordinater kan man skriva radien som en exponentiell funktion av vinkeln, eller vinkeln som en logaritm av radien: 
{\displaystyle r=ae^{b\theta }\ \Leftrightarrow \ \theta ={\frac {1}{b}}\ln \left({\frac {r}{a}}\right).}
Spiraler i naturen ser inte sällan ut som logaritmiska spiraler, till exempel spiralgalaxer och växande ormbunksblad. Logaritmiska spiraler har matematiskt undersökts av Jakob Bernoulli. Ett specialfall av den logaritmiska spiralen är den gyllene spiralen.

## Tre-dimensionella spiraler

Igloo
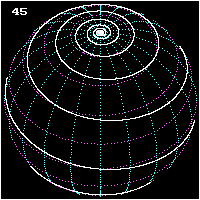
Loxodrom
Helix
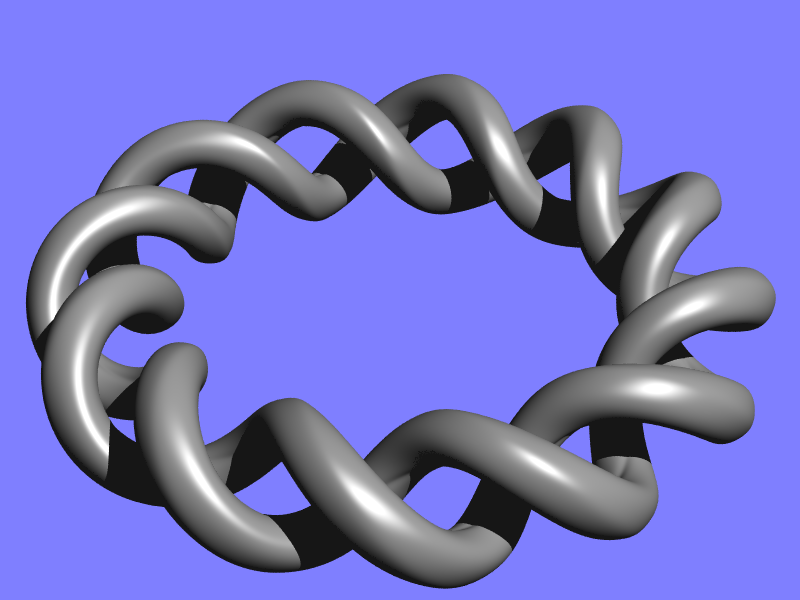
Toroidal dubbel helix